# 57 Piscium
57 Piscium, eller EL Piscium, är en variabel av AV Arietis-typ (SRS). i Fiskarnas stjärnbild.
Stjärnan varierar mellan visuell magnitud +5,28 och 5,50 med en period av 25,7 dygn.